# Neílton
Neílton Meira Mestzk (Nanuque, 17 februari 1994) is een Braziliaans voetballer die bij voorkeur als aanvaller speelt. Hij verruilde in 2014 Santos voor Cruzeiro EC.

## Clubcarrière
In 2008 sloot Neílton zich aan in de jeugdopleiding van Santos. Hij was toen veertien jaar oud. Op 20 maart 2013 werd hij bij het eerste elftal gehaald. Eén dag later debuteerde hij voor Santos tegen Mirassol in de Campeonato Paulista, het staatskampioenschap van de Braziliaanse staat São Paulo. Op 29 mei 2013 debuteerde hij in de Série A tegen Botafogo. Hij gaf een assist op Walter Montillo. Op 5 juni 2013 scoorde hij zijn eerste profdoelpunt, tegen Criciúma. Op 13 juli 2013 scoorde hij twee doelpunten tegen Portuguesa.